# Kalendarium historii Tanzanii

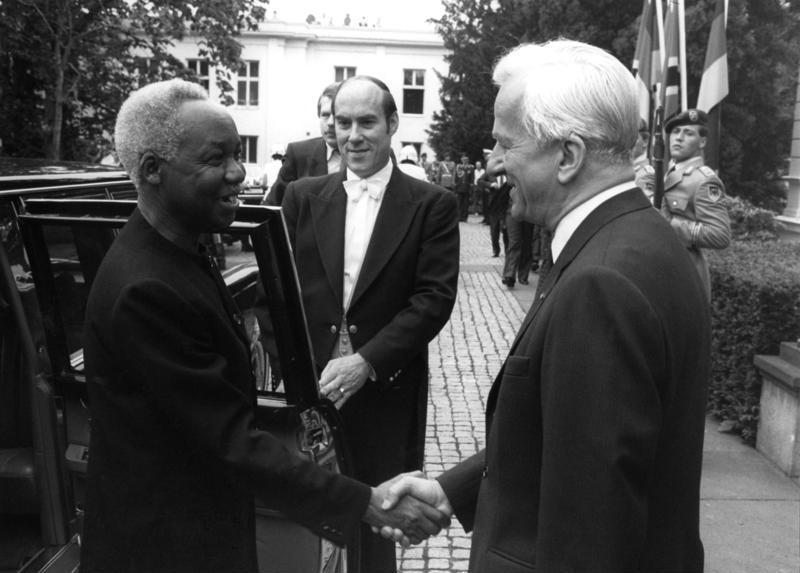
Julius Nyerere i prezydent RFN Richard von Weizsäcker

Kalendarium historii Tanzanii – uporządkowany chronologicznie, począwszy od czasów najdawniejszych aż do współczesności, wykaz dat i wydarzeń z historii Tanzanii.

## Kalendarium
- 1964 – zjednoczenie Zanzibaru i Tanganiki, utworzenie Tanzanii. Pierwszym prezydentem zostaje Julius Nyerere[1]
- lata 60. i 70. XX w. – Tanzania udziela poparcia ruchom narodowowyzwoleńczym w Rodezji (dzisiejsze Zimbabwe), Angoli (Ludowy Ruch Wyzwolenia Angoli) i Mozambiku (FRELIMO)[2]
- 1985 – władzę objął Ali Hassan Mwinyi, rozpoczęcie procesu prywatyzacji[1]
- 1990 – były współpracownik Nyerere, Oscar Kambona utworzył opozycyjne Demokratyczne Froum Tanzanii[1]
- 1992 – wprowadzenie systemu wielopartyjnego[1]
- 1998 – doszło do zamachu bombowego na ambasadę USA dokonanego przez radykalnych islamistów[1]
- 1999 – Julius Nyerere zupełnie wycofuje się z krajowej polityki[3]
- 2006 – Watykan ogłosił początek procesu beatyfikacyjnego Nyerere[4]
- 2010 – wybory ponownie wygrywa Jakaya Kikwete który uzyskuje 61% głosów. Jego partia zdobywa 186 z 239 miejsc w Zgromadzeniu Narodowym[5]